# 62 Dywizja Rakietowa
62 Dywizja  Dywizja Rakietowa orderu Czerwonego Sztandaru (ros. 62-я ракетная Ужурская Краснознамённая дивизия имени 60-летия СССР) – związek taktyczny Wojsk Rakietowych Przeznaczenia Strategicznego Związku Radzieckiego, następnie – Federacji Rosyjskiej
Dywizja stacjonuje w obwodzie krasnojarskim.  W 2008 dysponowała 34 zestawami strategicznych rakiet balistycznych R-36 Mutth/R-36M2. Wchodzi w skład 33 Gwardyjskiej Armii Rakietowej

## Struktura organizacyjna
2011
- dowództwo – Użur[5]
- 229 Użurski  pułk rakietowy
- 269  pułk rakietowy im. 60 lecia ZSRR
- 302 pułk rakietowy
- 735  pułk rakietowy
- 2939 techniczna baza rakietowa
- 632 węzeł łączności
- 1446 ruchome SD
- 729 węzeł łączności
- 357 ruchoma baza remontowa
- 3280 baza zabezpieczenia tyłowego
- 1495 batalion ochrony i rozpoznania